# Þorsteinn Bachmann
Þorsteinn Bachmann (* 25. Oktober 1965) ist ein isländischer Schauspieler.

## Leben
Þorsteinn Bachmann wurde 1965 geboren. Bachmann wuchs in der Gegend Fossvogur in Reykjavík, Island, auf, bevor er mit 10 Jahren nach Breiðholt zog.
Bachmann machte 1991 seinen Abschluss an der isländischen Schauspielschule. Seit seinem Abschluss arbeitete er mit Theatergruppen in Reykjavík und Akureyri zusammen und war einige Jahre lang deren Präsident.
1995 hatte Bachmann bei dem Film Ein stór fjölskylda erstmals eine Rolle inne. In der Fernsehserie Áramótaskaup spielte er 2006 bis 2022 erstmals eine durchgehende Rolle. Er spielte 2007 bis 2012 in der Fernsehserie Pressa einen größeren Handlungsbogen.
2005, 2007, 2011, 2012 und 2013 war er für den Edda Award als Bester Nebendarsteller nominiert. 2011 und 2012 gewann er ihn. 2015 erhielt er ihn dann als bester Hauptdarsteller.

## Filmografie
- 1995: Ein stór fjölskylda
- 1995: Islandic Warrior (The Viking Sagas)
- 2000: Úr öskunni í eldinn (Fernsehfilm)
- 2000: Íslenski draumurinn
- 2002: Maður eins og ég
- 2003: Söngkeppni framhaldsskólanema (Fernsehfilm)
- 2005: 11 Men Out (Strákarnir okkar)
- 2006: Blóðbönd
- 2006–2022: Áramótaskaup (Fernsehserie, 14 Folgen)
- 2007: Veðramót
- 2007–2012: Pressa (Fernsehserie, 18 Folgen)
- 2010: Jitters – Schmetterlinge im Bauch (Órói)
- 2010: Hlemmavídeó (Fernsehserie)
- 2010: Gauragangur
- 2011: Rokland
- 2011: Volcano – Eldfjall (Eldfjall)
- 2011: Ein anderer Weg (Á Annan Veg)
- 2012: The Deep (Djúpið)
- 2013: XL
- 2013: Ferox (Falskur Fugl)
- 2014: Ó blessuð vertu sumarsól (Fernsehfilm)
- 2014: Straße der Hoffnung (Vonarstræti)
- 2014: Afinn
- 2015: Bakk – Rückwärts (Bakk)
- 2015: Sense8 (Fernsehserie, Folge 1x11 Gas geben und die Zukunft ändert sich)
- 2015: Case (Fernsehserie, 9 Folgen)
- 2015–2016: Trapped – Gefangen in Island (Ófærð, Fernsehserie, 10 Folgen)
- 2016: Der Eid (Eiðurinn)
- 2016: Der Island-Krimi (Fernsehserie, Folge 1x02 Der Island-Krimi: Tod der Elfenfrau)
- 2017: Tom of Finland
- 2017: Fangar (Miniserie, 6 Folgen)
- 2017: Líf eftir Dauðann (Miniserie)
- 2017: Under the Tree (Undir trénu)
- 2018: Und atmen Sie normal weiter (Andið eðlilega)
- 2018: Let Me Fall (Lof mér að falla)
- 2018: Das Rätsel von Flatey (Flateyjargátan, Miniserie, 4 Folgen)
- 2019: Milchkrieg in Dalsmynni (Héraðið)
- 2019: Agnes Joy
- 2020: The Valhalla Murders (瓦爾哈拉連續殺人事件, Fernsehserie, Folge 1x04)
- 2020: Síðasta veiðiferðin
- 2020: Thin Ice (Fernsehserie, Folge 1x08)
- 2020: Mein eigenes Begräbnis (Jarðarförin mín, Fernsehserie, 3 Folgen)
- 2020–2021: Venjulegt fólk (Fernsehserie, 8 Folgen)
- 2021: Hvernig á að vera Klassa Drusla
- 2021: Katla (Fernsehserie, 8 Folgen)
- 2021: Stella Blómkvist (Fernsehserie, Folge 2x04)
- 2021: Pinto e Shamy-Tears of star
- 2022: Svörtu sandar (Fernsehserie, 2 Folgen)
- 2022: Against the Ice
- 2022: Allra síðasta veiðiferðin
- 2022: Brúðkaupið mitt (Fernsehserie, 6 Folgen)
- 2022: Summerlight… and Then Comes the Night (Sumarljós og svo kemur nóttin)
- 2023: Arfurinn minn (Fernsehserie, 2 Folgen)
- 2023: Afturelding (Fernsehserie, 8 Folgen)
- 2023: As Long As We Live (Fernsehserie, Folge 1x06)
- 2024: Fullt hús
- seit 2024: True Detective (Fernsehserie)
- 2024: When the Light Breaks